# Halibut Point State Park

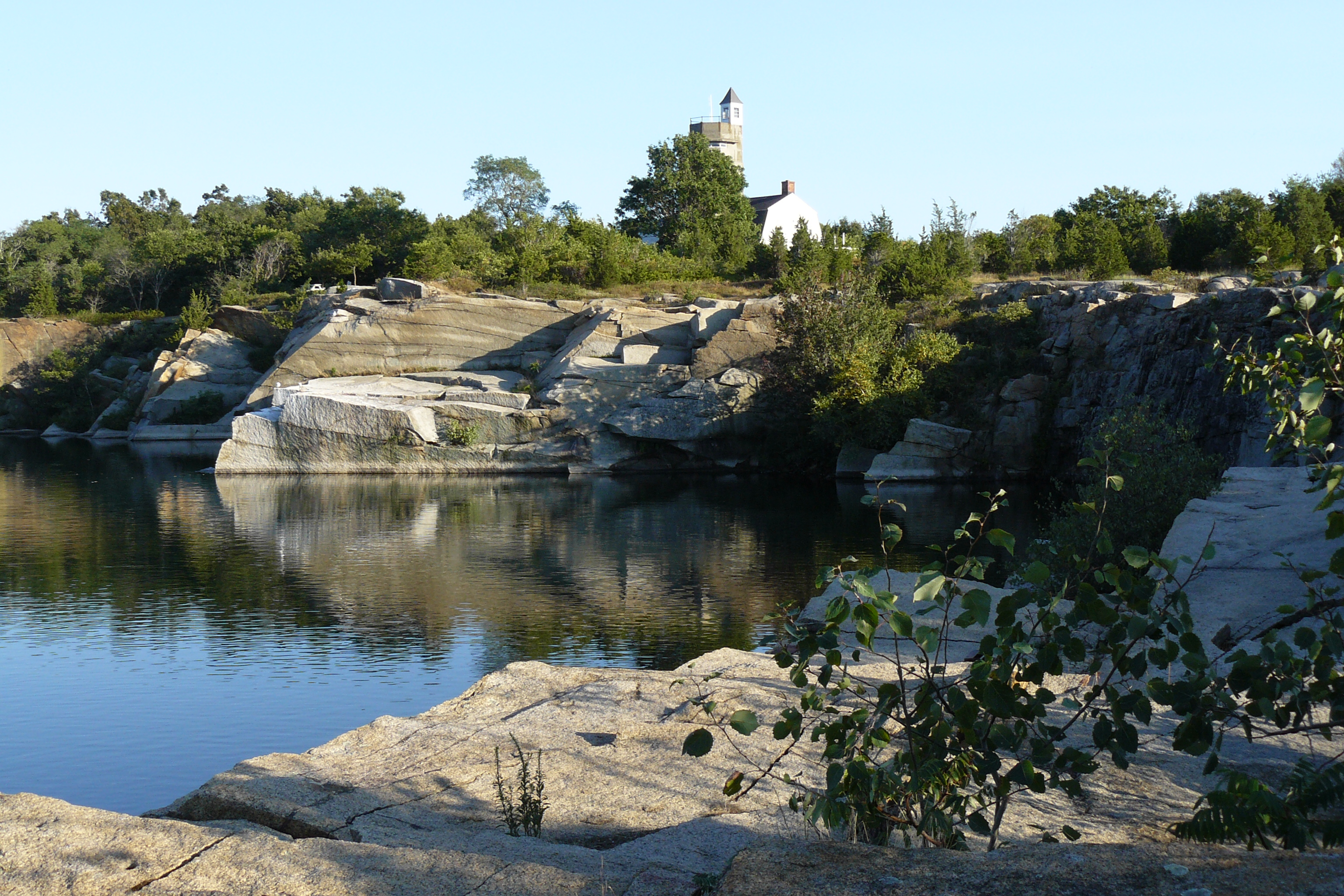
Blick in den Steinbruch

Der Halibut Point State Park ist ein State Park im US-Bundesstaat Massachusetts, der nördlich der Stadt Rockport im Essex County am Atlantischen Ozean liegt. Verwaltet wird der Park vom Massachusetts Department of Conservation and Recreation (DCR), einer staatlichen Einrichtung zur Erhaltung der Natur.

## Geschichte
Innerhalb des Parkes befand sich der 1840 eröffnete sogenannte „Babson-Steinbruch“, in dem Granit aus den Felswänden abgebaut wurde. Der Steinbruch wurde 1929 im Zuge des Niedergangs dieses Industriezweiges geschlossen.
Nach dem Ende des Bergbaus blieb ein Großteil des Geländes ungenutzt, bis im Zweiten Weltkrieg ein Feuerleitturm in der Gegend des heutigen Parks erbaut wurde. Dieser sollte der Küstenverteidigung von Boston und Portland Informationen über mögliche Ziele liefern.
Heute dient der Turm als Besucherzentrum und Verwaltungssitz des Parks.

## Tourismus
Der Park wird heute so gut wie nur noch wegen des renovierten, etwa 18 Meter hohen Feuerleitturm geschützt. Die eigentliche „Attraktion“ befindet sich auf den angrenzenden „Sea Rocks“, auf denen Besucher die Aussicht auf den Atlantik genießen und picknicken können.